# Bertil Genberg
Karl Bertil Genberg, född den 11 februari 1902 i Solna församling, död den 9 juli 1985 i Vinslövs församling, var en svensk militär. Han var son till Arvid Genberg och måg till Ragnar Barnekow.
Genberg var anställd vid Banque des pays du Nord i Paris 1920–1921 och avlade studentexamen i Kristianstad 1923. Han blev fänrik vid Wendes artilleriregemente 1925 och löjtnant där 1930. Genberg genomgick Gymnastiska centralinstitutet 1927–1928 och Artilleri- och ingenjörhögskolans allmänna och högre kurs 1928–1932 samt bedrev specialstudier vid Kungliga Tekniska högskolan 1935–1937. Han blev kapten vid fälttygkåren 1938 och major där 1944. Genberg var besiktningsofficer vid ammunitionsfabriken i Karlsborg 1937–1942, grundade provskjutningscentralen och var chef där 1942–1948. Han blev därefter 1948 chef för armétygförvaltningens kontrollbyrå. Han befordrades till överstelöjtnant 1949 och till överste 1954. År 1952 var Genberg medgrundare till Kontrollingenjörernas Förening. Han blev riddare av Svärdsorden 1946. Genberg var även riddare av Dannebrogorden. Han vilar på Sörby kyrkogård i Skåne.